# 1997-es Superbike-világbajnokság
Az 1997-es Superbike-világbajnokság volt a tizedik szezon a sportág történetében. A március 23-án kezdődő és október 15-én végződő bajnokságot az amerikai John Kocinski nyerte.

## Versenynaptár
|    | Dátum          | Helyszín           | Versenypálya   | 1. verseny győztese | 2. verseny győztese | Beszámoló |
| -- | -------------- | ------------------ | -------------- | ------------------- | ------------------- | --------- |
| 1  | Március 23.    | Ausztrália         | Phillip Island | John Kocinski       | Aaron Slight        | Riport    |
| 2  | Április 20.    | San Marino         | Misano         | Pierfrancesco Chili | John Kocinski       | Riport    |
| 3  | Május 4.       | Egyesült Királyság | Donington      | Aaron Slight        | Carl Fogarty        | Riport    |
| 4  | Június 8.      | Németország        | Hockenheim     | Aaron Slight        | Carl Fogarty        | Riport    |
| 5  | Június 22.     | Olaszország        | Monza          | John Kocinski       | Pierfrancesco Chili | Riport    |
| 6  | Július 13.     | USA                | Laguna Seca    | John Kocinski       | John Kocinski       | Riport    |
| 7  | Augusztus 3.   | Európa             | Brands Hatch   | Pierfrancesco Chili | Carl Fogarty        | Riport    |
| 8  | Augusztus 17.  | Ausztria           | Zeltweg        | Carl Fogarty        | Akira Yanagawa      | Riport    |
| 9  | Augusztus 31.  | Hollandia          | Assen          | John Kocinski       | Carl Fogarty        | Riport    |
| 10 | Szeptember 21. | Spanyolország      | Albacete       | John Kocinski       | John Kocinski       | Riport    |
| 11 | Október 5.     | Japán              | Sugo           | Akira Yanagawa      | Noriyuki Haga       | Riport    |
| 12 | Október 15.    | Indonézia          | Sentul         | John Kocinski       | Carl Fogarty        | Riport    |

## Végeredmény

### Versenyző
|    | Versenyző            | Gyártó   | Pont | Győzelmek |
| -- | -------------------- | -------- | ---- | --------- |
| 1  | John Kocinski        | Honda    | 416  | 9         |
| 2  | Carl Fogarty         | Ducati   | 358  | 6         |
| 3  | Aaron Slight         | Honda    | 343  | 3         |
| 4  | Akira Yanagawa       | Kawasaki | 247  | 2         |
| 5  | Simon Crafar         | Kawasaki | 234  | 0         |
| 6  | Scott Russell        | Yamaha   | 226  | 0         |
| 7  | Pierfrancesco Chili  | Ducati   | 209  | 3         |
| 8  | Jamie Whitham        | Suzuki   | 140  | 0         |
| 9  | Neil Hodgson         | Ducati   | 137  | 0         |
| 10 | Piergiorgio Bontempi | Kawasaki | 118  | 0         |
| 11 | Mike Hale            | Suzuki   | 87   | 0         |
| 12 | Colin Edwards        | Yamaha   | 79   | 0         |
| 13 | Noriyuki Haga        | Yamaha   | 72   | 1         |
| 14 | Pere Riba            | Honda    | 69   | 0         |
| 15 | Igor Jerman          | Kawasaki | 50   | 0         |
| 16 | Chris Walker         | Yamaha   | 47   | 0         |
| 17 | Jochen Schmid        | Kawasaki | 46   | 0         |
| 18 | Andreas Meklau       | Ducati   | 40   | 0         |
| 19 | Miguel Duhamel       | Honda    | 32   | 0         |
| 20 | Troy Bayliss         | Suzuki   | 22   | 0         |
| 21 | Sean Emmett          | Ducati   | 21   | 0         |
|    | John Reynolds        | Ducati   | 21   | 0         |
|    | Michael Rutter       | Honda    | 21   | 0         |
| 24 | Katsuaki Fujiwara    | Kawasaki | 20   | 0         |
| 25 | James Haydon         | Ducati   | 19   | 0         |
| 26 | Gregorio Lavilla     | Ducati   | 18   | 0         |
| 27 | Martin Craggill      | Kawasaki | 17   | 0         |
|    | Niall Mackenzie      | Yamaha   | 17   | 0         |
|    | Tamaki Serizawa      | Suzuki   | 17   | 0         |
| 30 | Christian Lavieille  | Honda    | 16   | 0         |
| 31 | Makoto Suzuki        | Ducati   | 15   | 0         |
| 32 | Keiichi Kitagawa     | Suzuki   | 13   | 0         |
| 33 | Tom Kipp             | Yamaha   | 12   | 0         |
|    | Christer Lindholm    | Yamaha   | 12   | 0         |
| 35 | Doug Chandler        | Kawasaki | 11   | 0         |
|    | Yuichi Takeda        | Honda    | 11   | 0         |
| 37 | Shinya Takeishi      | Kawasaki | 10   | 0         |
| 38 | Steve Crevier        | Honda    | 9    | 0         |
|    | Akira Ryo            | Kawasaki | 9    | 0         |
| 40 | Damon Buckmaster     | Kawasaki | 8    | 0         |

### Gyártó
|   | Gyártó   | Pont |
| - | -------- | ---- |
| 1 | Honda    | 486  |
| 2 | Ducati   | 440  |
| 3 | Kawasaki | 359  |
| 4 | Yamaha   | 301  |
| 5 | Suzuki   | 205  |